# 토리첼리아과
토리첼리아과(Torricelliaceae)는 속씨식물과의 하나로 마다가스카르와 서남아시아에 자생하는 나무들이 속해 있다. 3개의 속 아랄리디움속(Aralidium), 멜라노필라속(Melanophylla), 토리첼리아속(Torricellia)을 포함하고 있다. APG II 분류 체계는 이들 속을 각각의 이름으로 된 별도의 과로 분류했지만, "이 과의 일부는 단형속이고, 잘 뒷받침된 자매군 관계가 밝혀지면 통합될 수 있을 것"이라는 단서 조항을 달았다. 이 3개 속의 관계는 2004년에 밝혀졌다. APG III 분류 체계에서, 이 3개 속은 토리첼리아과를 구성한다.